# Isohypsibius arcuatus
Isohypsibius arcuatus är en djurart som tillhör fylumet trögkrypare, och som först beskrevs av Bartos 1934.  Isohypsibius arcuatus ingår i släktet Isohypsibius och familjen Hypsibiidae. Inga underarter finns listade i Catalogue of Life.